# Епод
Епо́д (грец. epodos, від epi — безпосереднє слідування за чимось, додавання до чогось та ode — пісня) — приспів, власне, другий вірш ямбічного двовірша, складений із триметра та диметра; згодом — ліричний твір в античній версифікації, складений із двовіршів однієї метричної системи, в якому довгі віршові рядки чергувалися з короткими.
Еподом також називалася також частина хорової партії, розташованої за строфою та антистрофою, наділеної власним ритмом, відмінним від ритму попередніх строф. Епод запроваджений в давньогрецьку поезію Стесіхором (кінець 7 — початок 6 ст. до н. е.), поширився в урочистій хоровій ліриці, у доробку Піндара, Вакхіліда, Юліана Єгиптянина та інших.

## «Еподи» Горація
Наприклад, «Еподи» Горація у модернізованому перекладі М. Зерова:

Коли ж садами осінь пройде радісна,

Достиглим красна овочем, —

Яка утіха рвати груші щеплені

Або винові китиці (…).